# گونتر هوبر
گونتر هوبر (آلمانی: Günther Huber؛ زادهٔ ۲۸ اکتبر ۱۹۶۵) ورزشکار بابسلد اهل ایتالیا بود.